# 地名学
地名学（toponymy）是研究地名由来、语词构成、含义、演变、分布规律、读写标准化和功能，以及地名与自然和社会环境之间关系之學，它是地理学一个分支学科。地名研究历史悠久，中国东汉班固所撰《汉书·地理志》，记载四千多处各类地名，还对部分地名命名原由和名称演变作了说明；北魏郦道元所撰《水经注》，记载地名达两万处左右，有语源解释的达2,300多处。
地名学作为一门学科开始研究的历史并不长，是从19世纪后期首先在西方发展起来的，并地名研究机构，出版有相关著作。早期地名学研究着重于地名记述和语源考证，到20世纪初以后，转入综合研究地名阶段。
中國大陸从1950年代末开始研究地名标准化，并从综合研究地名产生、发展和分布规律，於1977年成立中国地名委员会。此委員會於1998年所編之《外國地名譯名手冊》是中國翻譯外國地名的主要根據。另外，地名委員會所編之《外國地名漢字譯寫通則》也十分重要。
日本風土記
联合国地名专家组
- Commission nationale de toponymie
- 美國地名委員會
- 加拿大地理名稱委員會
- 南極地名委員會
- Топонимическая комиссия МЦ РГО